# Opere nel tesoro dei Guelfi
Questo elenco contiene i singoli elementi del tesoro dei Guelfi (in tedesco Welfenschatz), originariamente tesoro devozionale del Duomo di Braunschweig, in Germania. L'elenco è separato in due tabelle: la prima comprende gli 82 oggetti elencati nei cataloghi del 1891 e 1930, la seconda comprende quelli che sono stati successivamente identificati come parte del tesoro.

## Oggetti presenti nei cataloghi del 1891 e del 1930
La numerazione del 1891 è tratta dal primo catalogo scientifico del tesoro, Der Reliquienschatz des Haus Braunschweig-Lüneburg redatto da Wilhelm Anton Neumann, redatto su commissione del re Giorgio V di Hannover. La numerazione del 1930, invece, proviene dal catalogo della mostra Der Welfenschatz, esposta nello stesso anno al Berlin Palace Museum e allo Städel Art Institute di Francoforte, durante la quale gran parte del tesoro fu messo in vendita a musei e collezioni private di tutto il mondo. Il catalogo The Sacral Treasure of the Guelphs del 1985 rinumera l'intera collezione secondo criteri cronologici e di rilevanza storico artistica. Quattro oggetti assenti dai due cataloghi precedenti sono stati inseriti nella lista, portando il numero totale di oggetti a 86.
| Nr. (1891) | Nr. (1930) | Nr. (1985) | Nome o descrizione                                                          | Epoca                                                                  | Luogo | Note                                                                       | Immagine |
| ---------- | ---------- | ---------- | --------------------------------------------------------------------------- | ---------------------------------------------------------------------- | --- | -------------------------------------------------------------------------- | --- |
| 1          | 1          | 9          | Welfenkreuz                                                                 | Prima metà del XII secolo                                              | Berlino, Kunstgewerbemuseum, W 1 |                                                                            | |
| 78         | 2          | 1          | Medaglione Cumberland                                                       | VIII secolo                                                            | Cleveland Museum of Art, 1930.504 | L'oggetto più antico del tesoro                                            | |
| 2          | 3          | 2          | Prima croce di Gertrude                                                     | 1040 circa                                                             | Cleveland Museum of Art, 1931.55 |                                                                            | |
| 3          | 4          | 3          | Seconda croce di Gertrude                                                   | 1040 circa                                                             | Cleveland Museum of Art, 1931.461 |                                                                            | |
| 13         | 5          | 4          | Altare portatile di Gertrude                                                | 1038 circa                                                             | Cleveland Museum of Art, 1931.462.a |                                                                            | |
| 15         | 6          | 6          | Altare portatile con figure in argento sbalzato                             | 1075 circa                                                             | Berlino, Kunstgewerbemuseum, W 2 |                                                                            | Immagine |
| 38         | 7          | 29         | Icona di San Demetrio                                                       | XII secolo                                                             | Berlino, Kunstgewerbemuseum, W 3 |                                                                            | |
| 20         | 8          | 34         | Altare portatile a forma di tavolo con piatto in agata                      | XII secolo                                                             | Berlino, Kunstgewerbemuseum, W 4 |                                                                            | |
| 16         | 9          | 30         | Altare portatile a forma di tavolo con piatto in cristallo di rocca         | XII secolo                                                             | Berlino, Kunstgewerbemuseum, W 5 |                                                                            | |
| 80         | 10         | 31         | Corno di San Biagio                                                         | XII secolo                                                             | Cleveland Museum of Art, 1930.740 |                                                                            | |
| 34         | 11         | 40         | Reliquiario a scatola con pannelli in avorio dipinto                        | XII secolo                                                             | Berlino, Kunstgewerbemuseum, W 6 |                                                                            | |
| 33         | 12         | 32         | Reliquiario a torre rivestito in avorio                                     | XII secolo                                                             | Cambridge (Massachusetts), Fogg Art Museum, 1931.52 |                                                                            | |
| 35         | 13         | 61         | Reliquiario a scatola ottagonale                                            | XV-XIV secolo                                                          | Berlino, Kunstgewerbemuseum, W 7 |                                                                            | |
| 12         | 14         | 8          | Altare portatile di Adelhold                                                | fine XI secolo                                                         | Berlino, Kunstgewerbemuseum, W 8 | Menzionato nell'inventario del 1482                                        | Immagine |
| 14         | 15         | 14         | Altare portatile con colonne in cristallo di rocca                          | inizio XII secolo                                                      | Berlino, Kunstgewerbemuseum, W 9 | Menzionato nell'inventario del 1482                                        | Immagine |
| 4          | 16         | 16         | Croce reliquiario su base con leoni                                         | inizio XII secolo                                                      | Berlino, Kunstgewerbemuseum, W 10 | Proveniente dal monasterio di San Ciriaco                                  | |
| 19         | 17         | 12         | Altare portatile di Eilberto                                                | 1150-1160                                                              | Berlino, Kunstgewerbemuseum, W 11 | Opera di Eilberto di Colonia, menzionato nell'inventario del 1482          | |
| 17         | 18         | 17         | Altare portatile con le virtù cardinali                                     | 1150-1160                                                              | Berlino, Kunstgewerbemuseum, W 12 | Opera di Eilberto di Colonia, menzionato nell'inventario del 1482          | Immagine |
| 25         | 19         | 20         | Scatola in legno impiallacciato con piano in smalto                         | 1150-1160                                                              | Già collezione Robert von Hirsch; in asta da Sotheby's il 22 giugno 1978 (lotto 228); oggi a Braunschweig, Herzog Anton Ulrich-Museum, MA352                                        | Opera di Eilberto di Colonia, citata nell'inventario del 1482              | |
| 24         | 20         | 18         | Reliquiario di Santa Valpurga                                               | 1160-1170                                                              | Berlino, Kunstgewerbemuseum, W 13 | Opera della scuola di Eilberto di Colonia, citata nell'inventario del 1482 | Immagine |
| 18         | 21         | 19         | Altare portatile con Abramo e Melchisedech                                  | fine XII secolo                                                        | Berlino, Kunstgewerbemuseum, W 14 |                                                                            | |
| 23         | 22         | 13         | Reliquiario a cupola                                                        | 1175 circa                                                             | Berlino, Kunstgewerbemuseum, W 15 |                                                                            | |
| 27         | 23         | 15         | Reliquiario Starkfarbiges, letteralmente reliquiario dai colori intensi     | XII secolo                                                             | Berlino, Kunstgewerbemuseum, W 16 |                                                                            | |
| 26         | 24         | 38         | Reliquiario a scatola con smalti                                            | prima metà del XIII secolo                                             | Berlino, Kunstgewerbemuseum, W 17 |                                                                            | |
| 48         | 25         | 7          | Reliquiario del braccio di San Sigismondo                                   | XII secolo                                                             | Berlino, Kunstgewerbemuseum, W 18 | Menzionato nell'inventario del 1482                                        | |
| 44         | 26         | 23         | Reliquiario del braccio di Sant'Innocenzio                                  | fine XII secolo                                                        | Berlino, Kunstgewerbemuseum, W 19 | Menzionato nell'inventario del 1482                                        | |
| 44         | 27         | 21         | Reliquiario del braccio di San Teodoro                                      | fine XII secolo                                                        | Berlino, Kunstgewerbemuseum, W 20 | Menzionato nell'inventario del 1482                                        | |
| 43         | 28         | 22         | Reliquiario del braccio di San Cesario                                      | fine XII secolo                                                        | Berlino, Kunstgewerbemuseum, W 21 | Menzionato nell'inventario del 1482                                        | |
| 49         | 29         | 51         | Reliquiario del braccio di San Bartolomeo                                   | metà XIV secolo                                                        | Berlino, Kunstgewerbemuseum, W 22 | Menzionato nell'inventario del 1482                                        | |
| 47         | 30         | 27         | Reliquiario da braccio con apostoli                                         | 1190 circa                                                             | Cleveland Museum of Art, 1930.739 |                                                                            | |
| 46         | 31         | 24         | Reliquiario del braccio di San Lorenzo                                      | 1175 circa                                                             | Berlino, Kunstgewerbemuseum, W 23 |                                                                            | Immagine |
| 65         | 32         | 25         | Reliquiario della patena di San Bernward                                    | 1180-90 (patena) / seconda metà del XIV secolo (ostensorio)            | Cleveland Museum of Art, 1930.505 | Menzionato nell'inventario del 1482                                        | |
| 30         | 33         | 35         | Reliquiario in forma di altare portatile con gemme                          | XII secolo                                                             | Berlino, Kunstgewerbemuseum, W 24 | Menzionato nell'inventario del 1482                                        | Immagine |
| 28         | 34         | 36         | Reliquiario a forma di torace                                               | inizio XIII secolo                                                     | Berlino, Kunstgewerbemuseum, W 25 | Menzionato nell'inventario del 1482                                        | |
| 29         | 35         | 37         | Reliquiario a forma di torace                                               | inizio XIII secolo                                                     | Berlino, Kunstgewerbemuseum, W 26 | Menzionato nell'inventario del 1482                                        | |
| 82         | 36         | 11         | Fiale di vetro                                                              | XI-XII secolo                                                          | Luogo sconosciuto, catalogate l'ultima volta nel 1930 |                                                                            | |
| 22         | 37         | 33         | Altare portatile a forma di tavolo                                          | XII secolo                                                             | Berlino, Kunstgewerbemuseum, W 27 | Possibile provenienza dalla Palestina                                      | Immagine |
| 21         | 38         | 28         | Altare portatile a forma di tavolo                                          | XII secolo                                                             | Berlino, Kunstgewerbemuseum, W 28 |                                                                            | Immagine |
| 41         | 39         | 39         | Busto reliquiario di San Cosma                                              | seconda metà del XIII secolo                                           | Berlino, Kunstgewerbemuseum, W 29 |                                                                            | |
| 42         | 40         | 46         | Busto reliquiario di San Biagio                                             | secondo quarto del XIV secolo                                          | Berlino, Kunstgewerbemuseum, W 30 |                                                                            | Immagine |
| 39         | 41         | 43         | Plenaria domenicale                                                         | X secolo (testo), 1326 (copertina)                                     | Berlino, Kunstgewerbemuseum, W 31 |                                                                            | |
| 40         | 42         | 47         | Plenaria del duca Ottone il Mite                                            | 1339 (copertina), 1330 circa (testo)                                   | Berlino, Kunstgewerbemuseum, W 32 |                                                                            | |
| 37         | 43         | 45         | Reliquiario in forma di libro con tavoletta in avorio                       | XI secolo (pannello in avorio), seconda metà del XIV secolo (cornice)  | Cleveland Museum of Art, 1930.741 |                                                                            | Immagine |
| 50         | 44         | 50         | Reliquiario del braccio di San Giorgio                                      | 1350 circa                                                             | Berlino, Kunstgewerbemuseum, W 33 |                                                                            | Immagine |
| 73         | 45         | 42         | Capsula reliquiario con Annunciazione e Cristo crocifisso                   | inizio XIV secolo                                                      | Philadelphia Museum of Art, 1931-24-1 |                                                                            | |
| 77         | 46         | 71         | Capsula reliquiario con rilievo in madreperla                               | metà XV secolo                                                         | Brema, Focke Museum, |                                                                            | |
| 31         | 47         | 48         | Scatola in legno con stemma dipinto                                         | 1320 circa                                                             | Berlino, Kunstgewerbemuseum, W 34 |                                                                            | |
| 5          | 48         | 41         | Croce reliquiario dei Veltheim                                              | XIV secolo                                                             | Art Institute of Chicago, 1962.92 |                                                                            | |
| 61         | 49         | 54         | Ostensorio reliquiario a tre torri                                          | 14. Jahrhundert (2. Hälfte)                                            | Già Collezione Ludwig Roselius, Brema | Distrutto in un raid aereo nel 1945                                        | |
| 6          | 50         | 44         | Croce da tavolo                                                             | 1325 circa                                                             | Art Institute of Chicago, 1931.263 |                                                                            | |
| 64         | 51         | 53         | Ostensorio reliquiario con rilievi in avorio                                | fine XIV secolo                                                        | Berlino, Kunstgewerbemuseum, W 35 |                                                                            | Immagine |
| 70         | 52         | 55         | Ostensorio reliquiario a torre                                              | seconda metà del XIV secolo                                            | Luogo sconosciuto, catalogato l'ultima volta nel 1930 |                                                                            | |
| 7          | 53         | 63         | Croce reliquiario da tavolo                                                 | 1400 circa                                                             | Berlino, Kunstgewerbemuseum, W 36 |                                                                            | |
| 69         | 54         | 73         | Reliquiario in forma di chiesa                                              | XV secolo                                                              | Art Institute of Chicago, 1938.1956 |                                                                            | |
| 63         | 55         | 49         | Altare pieghevole con statua della Madonna col Bambino e pannelli a rilievo | 14. Jahrhundert                                                        | Berlino, Kunstgewerbemuseum, W 37 | mit Elfenbeinstatuette, Zur Inschrift                                      | |
| 67         | 56         | 74         | Ostensorio reliquiario di Santa Cristina                                    | seconda metà del XV secolo                                             | Art Institute of Chicago, 1962.90 |                                                                            | |
| 66         | 57         | 72         | Ostensorio reliquiario con crocifisso a rilievo in madreperla               | seconda metà del XV secolo                                             | Già collezione Gustav Oberlander; Braunschweig, Herzog Anton Ulrich-Museum, MA350                                                                                                   |                                                                            | |
| 68         | 58         | 76         | Pisside in stagno                                                           | XIV secolo                                                             | Art Institute of Chicago, 62.93 |                                                                            | |
| 60         | 59         | 56         | Ostensorio reliquiario di San Biagio                                        | seconda metà del XIV secolo                                            | Berlino, Kunstgewerbemuseum, W 44 |                                                                            | |
| 58         | 60         | 59         | Ostensorio reliquiario del dente di san Giovanni Battista                   | dal 1375 al 1400 (ostensorio), circa 1000 (vaso in cristallo di rocca) | Art Institute of Chicago, 1962.91 | Il vaso in cristallo di rocca è di manifattura fatimide                    | |
| 57         | 61         | 57         | Ostensorio reliquiario dei Santi Anna, Godehard e Bernward                  | 1350–1400                                                              | Art Institute of Chicago, 1938.1957 |                                                                            | |
| 54         | 62         | 64         | Ostensorio reliquiario del dito di san Valerio                              | 1400 circa                                                             | Già collezione Gustav Oberlander; Houston, Museum of Fine Arts, 70.16 |                                                                            | Immagine Archiviato il 13 maggio 2021 in Internet Archive.                                                               |
| 59         | 63         | 65         | Ostensorio del Corpus Domini                                                | 1400 circa                                                             | Göteborg, Röhsska Konstslöjdmuseet RKM 76-34 |                                                                            | |
| 56         | 64         | 66         | Ostensorio reliquiario del dente di san Giovanni Battista                   | 1400 circa                                                             | Kansas City, Nelson-Atkins Museum of Art, http://www.nelson-atkins.org/collections/objectview.cfm?Start=1&ret=1&objectid=10809                                                      |                                                                            | |
| 55         | 65         | 82         | Ostensorio reliquiario di San Sebastiano                                    | 1484                                                                   | Cleveland Museum of Art, 1931.65 | Dono del consorzio dei mercanti d'arte al museo                            | |
| 9          | 66         | 67         | Croce reliquiario                                                           | XV secolo                                                              | Già Collezione Sammlung Friedrich Roselius, Brema | Descrizione, distrutta in un raid aereo nel 1945                           | |
| 10         | 67         | 68         | Piccola croce reliquiario                                                   | 15. Jahrhundert                                                        | Già Collezione Sammlung Friedrich Roselius, Brema | Distrutta in un raid aereo nel 1945                                        | |
| 11         | 68         | 52         | Piccola croce reliquiario                                                   | XIV secolo                                                             | Kansas City, Nelson-Atkins Museum of Art, http://www.nelson-atkins.org/collections/objectview.cfm?Start=1&ret=1&objectid=18615&df0673f9bcd93f36-DE96E4CD-C1D2-3A96-F2F656EF304F13DE |                                                                            | http://erez.nelson-atkins.org/erez4/cache/TMS%20Images_RapidStyle_31-72_German-RelicCross_SideA_jpg_be6e0c4cbd82197b.jpg |
| 74         | 69         | 69         | Capsula con Agnus Dei con immagine della Veronica                           | XIV secolo                                                             | Brema, Focke Museum, nr. 274 |                                                                            | |
| 76         | 70         | 70         | Capsula reliquiario con mezza figura della Madonna                          | metà XV secolo                                                         | Brema, collezione privata |                                                                            | |
| 75         | 71         | 75         | Capsula con Agnus Dei con immagine di sant'Anna Metterza                    | seconda metà del XV secolo                                             | Berlino, Kunstgewerbemuseum, W 38 |                                                                            | Abb |
| 62         | 72         | 58         | Piccolo ostensorio reliquiario                                              | fine XIV secolo                                                        | Art Institute of Chicago, 38.1958 |                                                                            | |
| 71         | 73         | 78         | Reliquiario in forma di ciborio con tetto a torre                           | XV secolo                                                              | Luogo sconosciuto, catalogato l'ultima volta nel 1930 |                                                                            | |
| 72         | 74         | 77         | Reliquiario in forma di ciborio con crocifisso                              | XV secolo                                                              | Luogo sconosciuto, catalogato l'ultima volta nel 1930 |                                                                            | |
| 81         | 75         | 84         | Reliquiario Mazer                                                           | XV secolo                                                              | Già collezione Paul Capton (1930), luogo attuale sconosciuto |                                                                            | |
| 32         | 76         | 60         | Scatola in legno dipinto                                                    | XV secolo (?)                                                          | Luogo sconosciuto, catalogato l'ultima volta nel 1930 |                                                                            | |
| 36         | 77         | 85         | Scatola tonda in legno                                                      | XIV secolo (?)                                                         | Berlino, Kunstgewerbemuseum, W 39 |                                                                            | Immagine |
| 53         | 78         | 80         | Reliquiario del braccio di Santa Maria Maddalena                            | XV secolo                                                              | Berlino, Kunstgewerbemuseum, W 40 |                                                                            | |
| 52         | 79         | 81         | Reliquiario del braccio di uno dei diecimila martiri                        | XV secolo                                                              | Berlino, Kunstgewerbemuseum, W 41 |                                                                            | |
| 51         | 80         | 79         | Reliquiario del braccio di San Babila                                       | 1467                                                                   | Philadelphia Museum of Art, 1951-12-1 | Acquistato dal museo nel 1951                                              | |
| 8          | 81         | 83         | Grande croce reliquiario                                                    | 1483                                                                   | Berlino, Kunstgewerbemuseum, W 42 | Descrizione e iscrizioni                                                   | |
| 79         | 82         | 62         | Statuetta reliquiario di San Biagio                                         | 1400 circa                                                             | Berlino, Kunstgewerbemuseum, W 43 |                                                                            | |

## Oggetti non presenti nei cataloghi del 1891 e del 1930
| Nr. (1891) | Nr. (1930) | Nr. (1985) | Nome o descrizione                      | Epoca                      | Luogo                                                                  | Note        | Immagine |
| ---------- | ---------- | ---------- | --------------------------------------- | -------------------------- | ---------------------------------------------------------------------- | ----------- | -------- |
|            |            | 26         | Evangeliario di Enrico il Leone         | Tra il 1173-1175 e il 1188 | Wolfenbüttel, Herzog August Bibliothek, Codex Guelf. 105, Noviss. 2° a |             |          |
|            |            | 5          | Reliquiario del braccio di San Biagio   | 1040-1050                  | Braunschweig, Herzog Anton Ulrich-Museum, MA60                         | Descrizione |          |
|            |            | 86         | Olifante con animali fra tralci di vite | XI secolo                  | Baltimora, Walters Art Museum                                          |             |          |
|            |            | 10         | Olifante                                | XI secolo                  | Braunschweig, Herzog Anton Ulrich-Museum, MA/L5                        |             |          |